# Макот
«Макот», также «Маккот», (ивр. מכות‎, makoth — «Удары») — трактат в Мишне, Тосефте, Вавилонском и Иерусалимском Талмуде, в разделе Незикин («Ущербы»). Первоначально являлся заключительной частью трактата Санхедрин, посвящённого еврейскому процессуальному, уголовному и уголовно-исполнительному праву, и продолжает рассматриваемые в нём темы.

## Предмет рассмотрения
Предметом рассмотрения в трактате «Маккот» являются законы о лжесвидетельстве и о преступлениях, не наказываемых смертной казнью.
В законе Моисея закон о ложном свидетельстве предусматривает для свидетеля то наказание, которое было бы применено к тому, против кого было направлено его свидетельство, окажись оно истинным:

Если выступит против кого свидетель несправедливый, обвиняя его в преступлении, то пусть предстанут оба сии человека, у которых тяжба, пред Господа, пред священников и пред судей, которые будут в те дни; судьи должны хорошо исследовать, и если свидетель тот свидетель ложный, ложно донес на брата своего, то сделайте ему то, что он умышлял сделать брату своему; и [так] истреби зло из среды себя; и прочие услышат, и убоятся, и не станут впредь делать такое зло среди тебя; да не пощадит [его] глаз твой: душу за душу, глаз за глаз, зуб за зуб, руку за руку, ногу за ногу. [Какой кто сделает вред ближнему своему, тем должно отплатить ему.]
— Втор. 19:16—21
За причинение смерти по неосторожности предусмотрено изгнание в специально выделенный город-убежище:

Кто ударит человека так, что он умрет, да будет предан смерти; но если кто не злоумышлял, а Бог попустил ему попасть под руки его, то Я назначу у тебя место, куда убежать [убийце].
— Исх. 21:12, 13
Подробности этого закона изложены в Чис. 33:9—32, Втор. 19:1—9. Согласно Библии, таких городов было шесть. Три выделил Моисей в Заиорданье (Бецер, Рамоф и Голан, Втор. 4:41—43), три — Иисус Навин в Палестине (Кедес, Сихем и Хеврон, Нав. 20).
За преступления небольшой тяжести предусмотрено телесное наказание — сорок ударов (отсюда название трактата):

Если будет тяжба между людьми, то пусть приведут их в суд и рассудят их, правого пусть оправдают, а виновного осудят; и если виновный достоин будет побоев, то судья пусть прикажет положить его и бить при себе, смотря по вине его, по счету; сорок ударов можно дать ему, а не более, чтобы от многих ударов брат твой не был обезображен пред глазами твоими.
— Втор. 25:1—4

## Содержание
Трактат «Маккот» в Мишне содержит 3 главы и 34 параграфа.
- Глава первая: законы о ложных свидетелях. Рассматриваются вопрос о том, какое наказание применять в неочевидных случаях (например, как наказать лжесвидетелей, показавших, что священник женился на разведённой); как отличить заведомо ложные показания от ошибочных; когда наступает ответственность за лжесвидетельство.
- Глава вторая: законы об изгнании в город-убежище. Рассматривается вопрос, в каком случае убийство следует признать умышленным, убийством по неосторожности или просто случайным. Обсуждаются правила проживания в городе-убежище.
- Глава третья: законы о телесном наказании. Мишна устанавливает, что телесное наказание полагается за нарушение любой заповеди Торы, если там не указано иное. Приводится список таких нарушений (не исчерпывающий). Предусмотрено, что исправивший нарушение от наказания освобождается. Описывается процедура исполнения наказания.

В Вавилонском Талмуде трактат занимает 23 листа.
В Иерусалимском Талмуде сохранился комментарий лишь к двум главам из трех.

## Затрагиваемые темы
В трактате приводится дискуссия о необходимости смертной казни. Утверждается, что синедрион, выносивший смертный приговор раз в семь лет, назывался губителем (חובלנית). Рабби Тарфон и рабби Акива говорили, что если бы они были в Синедрионе, то никто никогда не был бы казнён. Раббан Симон сын Гамалиила возразил, что это привело бы лишь к росту количества убийств.
Трактат заканчивается агадическими рассуждениями морального характера. Последний параграф трактата завершает принятый в иудаизме порядок изучения Мишны в память об умерших, а также субботнее изучение трактата «Пиркей авот».